# Reinhold Kroll
Reinhold Kroll (* 29. April 1955 in Halgehausen; † 2. Februar 2010 in Göttingen) war ein deutscher Astrophysiker.

## Leben
Reinhold Kroll wurde 1955 als Sohn von Wilhelm und Annemarie Kroll in Halgehausen (Kreis Frankenberg (Eder)) geboren. Von 1966 bis 1974 besuchte er die Edertalschule in Frankenberg. Er studierte ab 1975 Physik und Astronomie an der Universität Göttingen. Das Studium schloss er 1983 mit seiner Diplomarbeit Spektroskopische Untersuchung des Doppel-Sternsystemes γ Arietis ab und setzte es durch seine Promotion zum Thema Globale Variationen in den Photosphären von chemisch pekuliaren Sternen (Betreuer: Hans-Heinrich Voigt) bis 1988 fort. Anschließend arbeitete er bis 1992 am Institut für Astronomie der Universität Würzburg und ab 1990 am Instituto de Astrofísica de Canarias (IAC) in La Laguna/Teneriffa.  Anfang 2010 verstarb er plötzlich.

## Werk
Die Arbeiten von Kroll haben entscheidend zum Verständnis der CP-Sterne (sehr metallreiche rote Sterne der oberen Hauptreihe, meist mit Rotationsdauer weniger Tage) beigetragen.  Er entwickelte eine Methode, für nähere solcher Sterne individuell Temperatur und Schwerkraft zu bestimmen (statt nur Mittelwerte in Sternhaufen), wodurch Einzelheiten über Alter und zeitliche Entwicklung bekannt wurden, und eine erheblich genauere Beobachtung ihrer Spektrallinien möglich ist. Er wies nach, dass die hohe Metall-Häufigkeit für eine Umverteilung des Lichtes vom kurzwelligen zum Sichtbaren hin verantwortlich ist. Seinen umfangreichen Messungen nach sind rotationsbedingte Schwankungen der Helligkeit in allen Wellenlängen, der Spektrallinien, und vom Magnetfeld vorhanden. Die Zunahme von Temperatur bzw. Druck mit der Tiefe lässt eine entsprechende restliche Helligkeit im mittleren Bereich bzw. am inneren Rand in Spektrallinien erwarten; aus deren Spektrometrie können so beide berechnet werden.  Ihre Veränderlichkeit je nach betrachteter Seite des Sternes bedeutet eine horizontale Umverteilung von Druck und Temperatur durch das Magnetfeld.
Auf instrumentellem Gebiet hat Kroll maßgeblich zur Einrichtung des Sonnenteleskops GCT in Teneriffa beigetragen.

## Ehrungen
1990 wurde der Kleinplanet (17412) Kroll nach ihm benannt.